# Jan Druto
Jan Kiejstut Druto (lit. Jonas Kęstutis Drūtas; ur. 28 kwietnia 1909 w Ucz Dere w Kraju Krasnodarskim, zm. 7 marca 1985 w Warszawie) – polski działacz polityczny litewskiego pochodzenia, dyplomata, burmistrz Wilna (1940–1941), ambasador PRL w Turcji, we Włoszech i we Francji.

## Życiorys
Urodził się w rodzinie litewskiej w miejscowości Ucz Dere. W dwudziestoleciu międzywojennym uczęszczał do litewskojęzycznego Gimnazjum im. Witolda Wielkiego w Wilnie, gdzie działał w kółku młodzieżowym „Laisvieji vergai” (Wolni niewolnicy; 1926-1927). Ukończył studia agronomiczne na Uniwersytecie Stefana Batorego. W latach 1934–1936 pracował jako asystent w Studium Agronomicznym wileńskiej uczelni. Podczas studiów był zastępcą skarbnika „Bratniej Pomocy”, a także członkiem Związku Lewicy Akademickiej „Front”. Od 1928 działał w Związku Młodzieży Komunistycznej, zaś od 1931 w Komunistycznej Partii Zachodniej Białorusi, gdzie zajmował się m.in. sprawami Litwy. Zasiadał w Biurze Litewskim KC KPZB. Współzakładał Litewskie Towarzystwo Literatury i Sztuki (lit. Lietuvių meno ir literatūros draugija) o profilu centrowym infiltrowane przez komunistów. Był redaktorem nielegalnej gazety komunistycznej w języku litewskim „Valstiečių balsas”. Za działalność antypaństwową był skazany na 5 lat pozbawienia wolności w procesie w styczniu 1936. Karę odbywał w Grodnie. Więzienie opuścił w 1938. W latach 1939–1940 pracował jako nauczyciel w Wilnie. Po sowieckim najeździe na Litwę w 1940 objął funkcję burmistrza stolicy, następnie zaś przewodniczącego Tymczasowego Komitetu Wykonawczego w Wilnie. Pracował również w Gospłanie. W czasie II wojny światowej ukrywał się w Wilnie, m.in. dzięki pomocy Marii Fedeckiej.

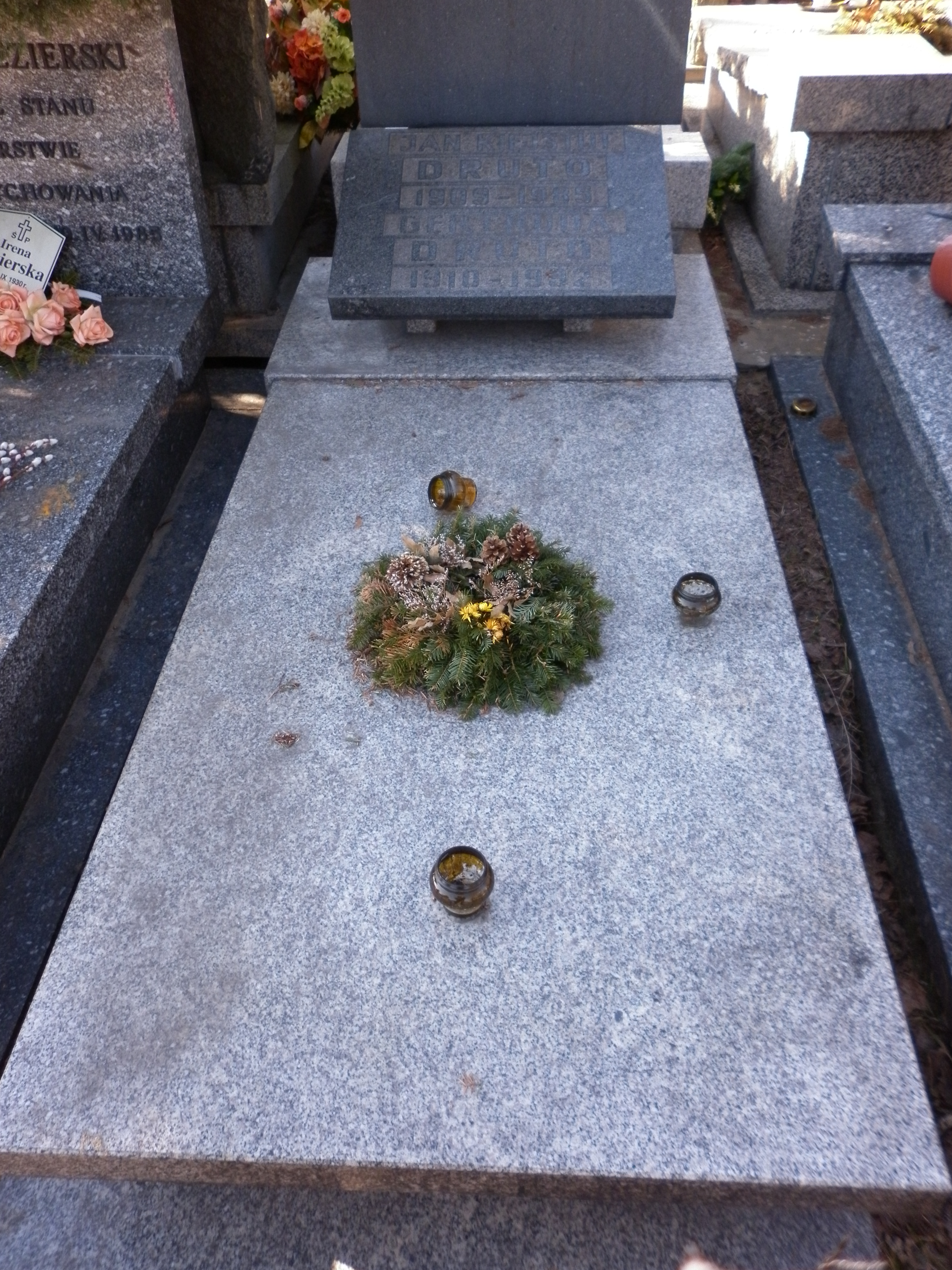
Grób Jana i Gertrudy Drutów na Powązkach Wojskowych w Warszawie

Po zakończeniu wojny został mianowany wiceprezesem Centralnego Urzędu Planowania z ramienia PPR (1946–1947), następnie zaś dyrektorem Departamentu Ekonomicznego w Ministerstwie Rolnictwa (1947–1948). Po tzw. zjednoczeniu ruchu robotniczego w Polsce został członkiem PZPR. W latach 1948–1951 sprawował funkcję ambasadora w RP w Ankarze, następnie zaś PRL w Rzymie (1952–1959) i w Paryżu (1961–1969). Po powrocie do Polski był dwukrotnie dyrektorem departamentu w MSZ (1959–1961; 1969–1972). Od 1972 pracował jako doradca ministra spraw zagranicznych PRL. Był członkiem zarządu Towarzystwa Przyjaźni Polsko-Francuskiej.
Żonaty z Gertrudą (Gugą) Sawicką, byłą studentką prawa USB i działaczką lewicy rewolucyjnej w II RP. Zmarł w 1985, został pochowany na Cmentarzu Wojskowym na Powązkach w Warszawie (kwatera 39C-4-8).
Odznaczony m.in. Orderem Sztandaru Pracy II klasy oraz Krzyżem Komandorskim i Oficerskim (1951) Orderu Odrodzenia Polski, a także Wielkim Srebrnym i Złotym Krzyżem francuskim Orderu Zasługi. 